# 伊斯特利
伊斯特利（Eastleigh）是英國的一座城市，位於漢普郡南安普頓和溫徹斯特之間、伊钦河河畔，是南漢普郡都會區的一部分。最初它是一個鐵路鎮，現在有許多企業和工廠位於此地。

## 友好城市
- 法國 圣乔治新城

## 外部連結
- Eastleigh Borough Council （页面存档备份，存于）
- Eastleigh College （页面存档备份，存于）
- Eastleigh News （页面存档备份，存于）
- Eastleigh Town Centre web site （页面存档备份，存于）
- Eastleigh Football Club unofficial site
- Eastleigh TownTalk - Local Information for Eastleigh
- Local Rail Information （页面存档备份，存于）
- Photos from the Borough of Eastleigh （页面存档备份，存于）
- The Eastleigh Photograph Archive （页面存档备份，存于）
- The Point, Eastleigh （页面存档备份，存于）
- The Swan Centre （页面存档备份，存于）